# Кухари (Киевская область)
Ку́хари (укр. Кухарі) — село, входит в Иванковский район Киевской области Украины.
Население по переписи 2001 года составляло 739 человек. Почтовый индекс — 07243. Телефонный код — 4591. Занимает площадь 3,4 км². Код КОАТУУ — 3222081901.

## Известные уроженцы
- Зражевский, Дмитрий Степанович  (1905—1980) — советский военачальник, генерал-майор артиллерии.
- Соснина, Нина Ивановна  (1923—1943) — руководитель комсомольской подпольной организации в Малине в годы Великой Отечественной войны, Герой Советского Союза

## Местный совет
07243, Київська обл., Іванківський р-н, с. Кухарі